# Manduca jordani
Manduca jordani är en fjärilsart som beskrevs av Eugenio Giacomelli 1912. Manduca jordani ingår i släktet Manduca och familjen svärmare. Inga underarter finns listade i Catalogue of Life.